# 巴沃馬達盧沃
0°36′59″N 97°46′17″E / 0.61639°N 97.77139°E

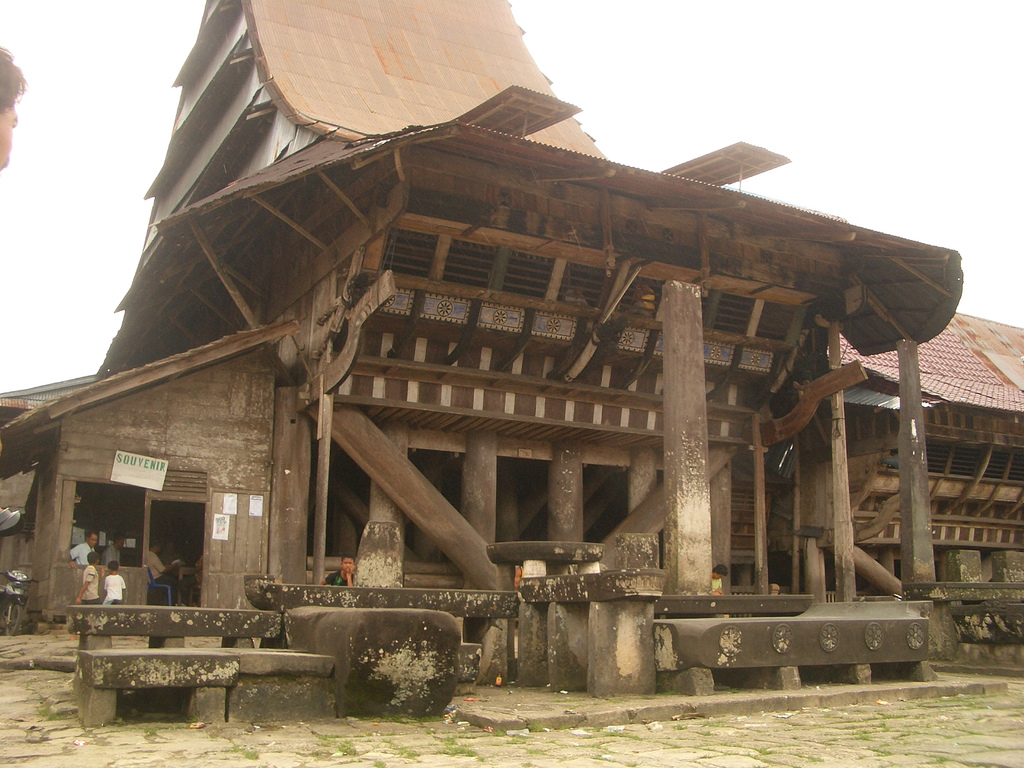
位於巴沃馬達盧沃的一處傳統建築

巴沃馬達盧沃是位於印度尼西亚北苏门答腊省南尼亚斯县的一個定居點，建在一座平頂山上。巴沃馬達盧沃意為「太陽山」，是印度尼西亞一座保存完好的傳統部落定居點。該定居點最大的房子是酋長的房子，其歷史可追溯到十八世紀，屋前有一座大石板矗立，村落中心有一塊空地用於舉行傳統儀式。鑑於該定居點具特色的傳統建築與文化，該地點於2009年以符合世界遺產(i)、(iv)、(vi)三項標準，因而列為印度尼西亞世界遺產預備名單。

## 簡介
巴沃馬達盧沃位於蘇門答臘南方外海的尼亞斯島，在海拔約270公尺的平頂山上，距離海岸約4公里，占地約5公頃:527。該定居點依地勢建造，擁有充足的水源，距離港口托羅·達蘭約15公里，經由公共交通設施可到達該部落。根據巴沃馬達盧沃部落定居點的家族歷史，這地區傳統建築由18世紀在該地建立王國的老窩國王（Laowo）所建造。
該定居點圍繞垂直和水平方向的石碑而建造，它們在當地分別稱為「daro-daro」和「naitaro」，daro-daro代表男性，naitaro代表女性。登上兩階段的石階（第一階段7階、第2階段70階）可以到達墓地，在此地有一座特別的石碑，以作為傳統儀式之用。
酋長的屋子位於村落的西南側，這座屋子長19公尺、寬30公尺，據說是尼亞斯島上最古老與最大的房子。這座房屋內部以粗大的木樑支撐，屋內有一個鼓，作為聚會開始與結束的儀式之用。房屋由木雕與豬的顎骨作為裝飾，房屋入口有一座石製的寶座供酋長使用，寶座旁有一座石頭材質的陰莖雕刻，屋外有石桌，此為以前用來放置屍體的地方:2。
村落內傳統建築建於道路兩側彼此相對，間距約為4公尺。在村落的西北方與東北方有新建的房子，亦為兩兩彼此相對。另外，由聚落的中心向東南方延伸一排房子。整個建築群由約500棟房子組成，居住人口約7,000人。多數房屋為木造，顯現出當地人的木工技藝，房屋的大小與雕刻的特徵代表該住戶的社會地位:452。過去，村落中以跳過約1.8公尺高的石牆，並在牆上插上尖端鋒利的木棒以訓練戰士；今日在慶典中則將鋒利的木棒移除，以戰舞的形式呈現。